# 知多半島ユースホステル
知多半島ユースホステル（ちたはんとうユースホステル）は、愛知県知多郡美浜町にあったユースホステル。日本ユースホステル協会に加盟していた。無期限休館を経てユースホステルとしては閉館した。
また、ティレク・ティレセク美浜美術館、カフェ・エリオットを併設している。

## 設備
- 駐車場あり　チェックイン（17：00）からチェックアウト（9：00）まで利用可能
- 駐輪場あり
- 周辺に温泉あり

## 休館
火曜日、火曜日が祝日の場合開館、翌日振替休館、年末年始、他臨時休館有り

## アクセス
- 名鉄知多新線内海駅から徒歩35分、タクシーで10分
- 同線野間駅から美浜町巡回ミニバスに乗車、「美浜少年自然の家」停下車徒歩1分
- 車利用の場合、南知多道路 南知多IC10分